# 汕尾职业技术学院
汕尾职业技术学院（英語：Shanwei Polytechnic），是一所由原汕尾师范学校与汕尾中专合并成立的公办高等职业学校，成立于2001年，位于广东省汕尾市城區，直属汕尾市人民政府。

## 外部連結
- 官方网站